# Joseph Charlemont
Pour les articles homonymes, voir Charlemont.
Joseph Charlemont né le 12 avril 1839 à Lesdain (Nord) et mort le 15 septembre 1929 à Paris 10e, est un maître d'armes et entraîneur de boxe française, réputé pour l'avoir codifiée. Il était le père de Charles Charlemont qui exerça les mêmes activités.

## Biographie
Joseph Charlemont est né à Lesdain, le 12 avril 1839.
Il apprend la boxe française dite méthode Joinville de défense sur les quatre faces enseignée ainsi que la canne de combat auprès du bataillon du même nom depuis 1852 sur demande du prince Louis-Napoléon Bonaparte.
En 1862, il commence une carrière d’enseignant de boxe et de canne de combat auprès du 19e bataillon de chasseurs à Arras dans le Pas-de-Calais. C’est là qu’il met au point une nouvelle méthode apprise de Charles Lecour et de Louis Vigneron. Il bat Louis Vigneron lors d'un assaut qu'ils disputèrent le 8 décembre 1867.
Engagé activement au côté des Communards, il doit s’exiler à Bruxelles, où il crée un club de boxe française, la Société libre de Bruxelles, puis un autre à Liège. C’est de Bruxelles qu’il écrit son premier ouvrage, publié en 1878 sous le titre de Théorique et pratique de la boxe française. Cet ouvrage est une étude biomécanique et une codification des coups ainsi qu'un règlement des échanges.
Amnistié en 1879, il est de retour en France. Il fonde à Paris en 1887 l’Académie de boxe, implantée à Paris au 24, rue des Martyrs, dans le quartier de Pigalle. Des démonstrations ont souvent lieu au Grand Orient de France, rue Cadet. Il contribua largement à la popularité de la boxe française en la transformant en pratique sportive et éducative. Il crée en 1890 la Société des boxeurs français. Il est rendu célèbre par son combat qu’il remporte contre Driscol en 1899, alors qualifié de combat du siècle. Il publie en 1899, un ouvrage sur la boxe française : La Boxe française, historique et biographique, souvenirs, notes, impressions, anecdotes. Deux de ses élèves se distingueront particulièrement : Castérès qui en 1896 affronte le champion de boxe anglaise Wilson dans un combat arbitré par le marquis Queensburry (codificateur des règles de la boxe anglaise) lui-même et son fils Charles Charlemont, né en 1862, qui lui succèdera à la tête de son club jusqu’à sa mort en 1944.
Joseph Charlemont est réputé pour avoir « [codifié] la boxe française et [mis] au point une nouvelle méthode tant par les techniques que par ses conceptions. Ce modèle, qualifié par J.-F. Loudcher « d’académique » dépasse le modèle gymnique de Lecour en lui adjoignant des caractéristiques hygiéniques nouvelles (corps droit, équilibre de l’individu) et esthétiques afin d’en faire un spectacle choisi ».